# Juan Santisteban
Juan Santisteban Troyano (Sevilla, 8 december 1936) is een Spaans voormalig profvoetballer en voetbaltrainer.

## Jeugd
Op zesjarige leeftijd verloor Santisteban zijn beide ouders in de Spaanse Burgeroorlog. Hij groeide op in een weeshuis. Op vijftienjarige leeftijd speelde Santisteban met een jeugdelftal tegen Real Madrid, dat dusdanig onder de indruk was dat het hem contracteerde. 

## Loopbaan als voetballer
Santisteban speelde als middenvelder bij Real Madrid (1955-1961, 1963-1964), AC Venezia (1961-1963), Real Betis (1964-1966) en Baltimore Bays (1967-1968). Met Real Madrid won hij vijfmaal de Europacup I. De middenvelder kwam tussen 1957 en 1959 zevenmaal uit voor het Spaans nationaal elftal. Santisteban debuteerde op 6 november 1957 tegen Turkije en hij speelde op 28 februari 1959 tegen Italië zijn laatste interland.

## Loopbaan als trainer
In 1970 begon Santisteban als trainer in de jeugdopleiding van Real Madrid, de cantera. Vervolgens was hij assistent-trainer bij het eerste elftal. Sinds 1988 is Santisteban werkzaam bij de Spaanse voetbalbond RFEF als trainer van de jeugdelftallen. Onder zijn leiding werd zesmaal het Europees kampioenschap veroverd op het EK onder 17 (1988, 1991, 1997, 1999, 2001, 2007).

## Erelijst
Real Madrid
- Wereldbeker voor clubteams: 1960
- Europacup I: 1955/56, 1956/57, 1957/58, 1958/59, 1959/60
- La Liga: 1956/57, 1957/58, 1960/61, 1963/64
- Copa Latina: 1957

Als trainer
 Spanje -23
- Middellandse Zeespelen: 2005

 Spanje -19
- EK voetbal onder 19: 2007

 Spanje -17
- EK voetbal onder 17: 2007, 2008

 Spanje -16
- EK voetbal onder 16:  1991, 1997, 1999, 2001